# Elliot Forbes
Elliot Forbes (Cambridge, 20 agosto 1917 – Cambridge, 9 gennaio 2006) è stato un musicologo e direttore d'orchestra statunitense noto soprattutto per i suoi studi su Beethoven.

## Biografia
Il padre, lo storico dell'arte Edward  Forbes , fu direttore del Harvard's Fogg Art Museum. Elliot frequentò l'università di Harvard, dove fu allievo di Walter Piston e assistente direttore del Harvard Glee Club. Fu docente alla Princeton University dal 1947 al 1958, anno in cui fece ritorno ad Harvard, dove rimase fino a fine carriera come Fanny Peabody Professor of Music (e, dal 1984, Professor Emeritus).
Direttore della Radcliffe Choral Society dal 1958 al 1970, tra i suoi studenti si annoverano personalità come Isaiah Jackson, attuale direttore della Pro Arte Chamber Orchestra di Boston, e William Christie, fondatore e direttore del noto ensemble di musica barocca Les Arts Florissants.  Forbes ha diretto entrambi questi gruppi nel 1967.
Il suo contributo più importante è nel campo della vita e dell'opera di Beethoven, soprattutto la produzione corale.  L'edizione da lui rivista e aggiornata della Thayer's Life of Beethoven (1964) è stata definita "a substantial contribution to Beethoven scholarship."